# 埃及人西努赫
《埃及人西努赫》（芬蘭語：Sinuhe egyptiläinen）是芬蘭作家米卡·瓦爾塔里所著的一本歷史小說，芬蘭語首版出版於1945年，一部由娜歐蜜·沃爾福（Naomi Walford）翻譯的刪減版英譯本出版於1949年，這部英譯本顯然是譯自瑞典文而非芬蘭語原文。小說在1954年被好萊塢改編為電影《埃及王》，也是至今唯一一部改編成好萊塢電影的芬蘭小說。
《埃及人西努赫》是瓦爾塔里最為成功的歷史小說，故事背景設置在古埃及，主要處於第十八王朝法老埃赫那頓統治時期，他被認為是史上首位一神教君主。
小說主角西努赫是個虛構的皇室御醫，在埃赫那頓去世後，他遭到流放，並在流放期間講述了自己的故事。小說場景除了古埃及以外，還包括當時處於埃及統治下的敍利亞（黎凡特區域）、米坦尼、巴比倫、米諾斯時期的克里特以及西臺帝國等辛紐耶遊歷過的地點。主角的名字來源於一部名為《西努赫的故事》的古埃及傳記，原本的故事可以追溯到埃及第十二王朝時期，遠遠早於埃赫那頓的時代。
小說於當時成為國際暢銷書，在1949年的美國高居暢銷書排行榜，直到被安伯托·艾可的《玫瑰的名字》打破記錄以前，它一直是美國最暢銷的國外小說。《埃及人西努赫》至今有40種語言譯本，不過目前還沒有中文譯本。